# Alle alle

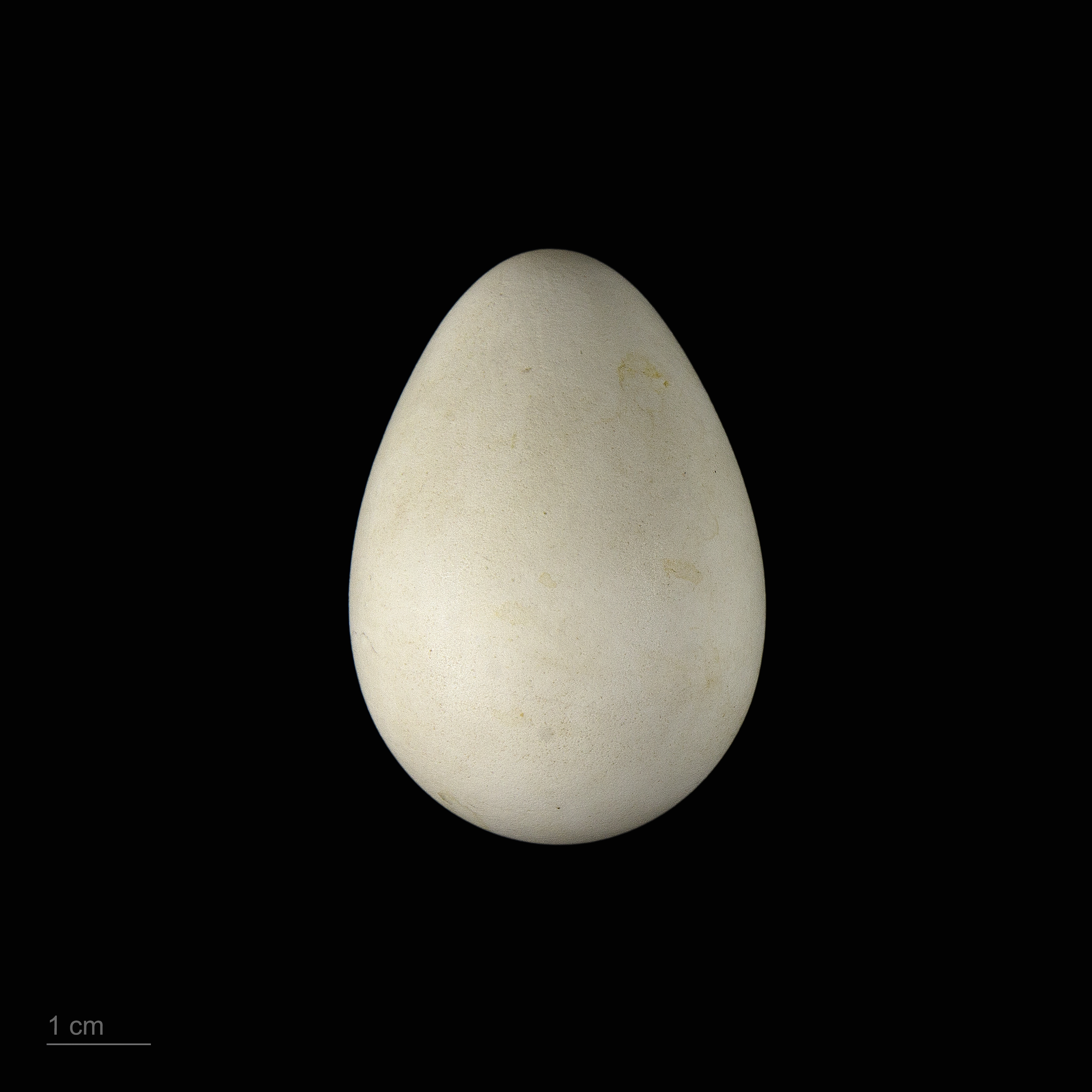
Uovo di Alle alle

La gazza marina minore o piccola alca (Alle alle, Linnaeus 1758) è un uccello marino della famiglia degli alcidi.

## Descrizione
Lunga 23 cm, ha abitudini simili alla specie alca torda. Si nutre abitualmente di piccoli pesci, crostacei e plancton.

## Sistematica
Alle alle ha due sottospecie:
- A. alle alle
- A. alle polaris

## Distribuzione e habitat
Vive nell'emisfero boreale: nell'estremo nord Europa, nell'estremo Nord America, nella Russia settentrionale e lungo le coste dell'Oceano Atlantico, fino al Marocco sul versante orientale e fino ai Caraibi in quello occidentale. È saltuaria nel Mediterraneo, dove la si incontra su Malta e in Italia (Campania, Liguria e Toscana).